# Sadok Kouka
Sadok Kouka, né le 20 janvier 1954 à Chebba, est un karatéka tunisien.
Quittant sa région natale à l'âge de 17 ans, il commence la pratique des arts martiaux, plus particulièrement le judo, à la maison des jeunes de Sfax en 1971. Il part ensuite pour l'Europe où, après des séjours en Italie et aux Pays-Bas, il s'installe en Suède durant 25 ans.
Durant les années 1970, il est sept fois champion de Suède en karaté et effectue plus de cent rencontres officielles dans cette spécialité. En 1980, il devient champion d'Europe en kyokushinkai et champion de Suède en kick boxing en 1987. En 1986, il est médaillé d'or à l'Open international du Japon de shidokan, première fois qu'un non Japonais remporte cette compétition.
En 2004, il participe à la création de la Fédération tunisienne de karaté et arts martiaux. Le 10 octobre de la même année est organisé le premier tournoi de kyokushinkai en Tunisie avec la participation de quinze pays.